# 阿卜杜利诺
阿卜杜利诺是俄罗斯奥伦堡州的一个镇，紧邻巴什科尔托斯坦共和国边境，是从莫斯科到车里雅宾斯克铁路中间的一个站，人口在最高峰的1959年曾经达到3万人，以后逐渐下降，在2008年只有约2.1万人。